# Adept (band)
Adept is een Zweedse metalcoreband afkomstig uit Trosa.

## Biografie
De band werd opgericht in 2004, waarna de band datzelfde jaar nog een eerste demo uitbracht. In de daaropvolgende jaren volgden met When the Sun Gave Up en The Rose Will Decay meerdere ep's. De band genereerde hiermee genoeg aandacht voor een contract bij Panic & Action. Op 4 februari 2009 bracht de band hier haar debuutalbum Another Year of Disaster uit. In 2010 toerde de band gedurende zes optredens door Duitsland met het eveneens Zweedse Her Bright Skies.
Hierna begon de band met producer Frederik Nordström, die eerder al werkte met bands als Bring Me the Horizon, met de opnames van een tweede album. Op 11 maart 2011 werd het album, dat Death Dealers heet, uitgebracht. Ter promotie gaf de band haar eerste toer door Europa, die hen door Zweden, Frankrijk, Rusland, Finland, Noorwegen, Tsjechië, Denemarken en Italië voerde. Hierna toerde de band naast As Blood Runs Black, For Today en Caliban door Duitsland. Ook stond de band in het voorprogramma van August Burns Red.
In mei en april van 2015 toerde de band mee met het Impericon Festival. De band kondigde aan dat hun vierde album, dat Sleepless zou gaan heten, later dat jaar zou verschijnen. Vanwege contractuele problemen was de band echter genoodzaakt het hele album opnieuw op te nemen en de uitgifte ervan op te schorten. In 2016 verscheen het album dan uiteindelijk via Napalm Records.

## Discografie
Studioalbums
- 2009 – Another Year of Disaster
- 2011 – Death Dealers
- 2013 – Silence the World
- 2015 – Sleepless

Ep's
- 2004 – Hopeless Illusions
- 2005 – When the Sun Gave Up the Sky
- 2006 – The Rose Will Decay